# Cosmic Stories e Stirring Science Stories

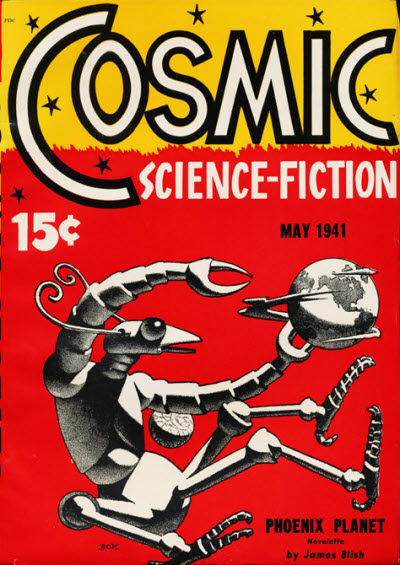
A edição de maio de 1941 da Cosmic Science-Fiction; arte da capa por Hannes Bok

Cosmic Stories (também conhecido como Cosmic Science-Fiction) e Stirring Science Stories foram duas revistas americanas de ficção científica que publicaram um total de sete edições em 1941 e 1942. Ambas Cosmic e Stirring foram editadas por Donald A. Wollheim e lançadas pelo mesmo editora, aparecendo em meses alternados. Wollheim não tinha nenhum orçamento para ficção, então ele solicitou histórias de seus amigos entre os Futurians, um grupo de jovens fãs de ficção científica incluindo James Blish e C. M. Kornbluth. Isaac Asimov contribuiu com uma história, mas depois insistiu no pagamento depois de ouvir que F. Orlin Tremaine, o editor da revista concorrente de ficção científica Comet, estava irado com a ideia de uma revista que poderia "sugar leitores de revistas que pagavam", e achava que os autores que contribuíram deveriam ser colocados na lista negra. Kornbluth foi o colaborador mais prolífico, sob vários pseudônimos; uma de suas histórias, "Thirteen O'Clock", publicada sob o pseudônimo de "Cecil Corwin", fez muito sucesso e ajudou a fazer sua reputação no campo. As revistas deixaram de ser publicadas no final de 1941.
Outros escritores conhecidos que apareceram nas duas revistas incluíram Damon Knight e David H. Keller. 